# 町田幸雄
町田 幸雄（まちだ ゆきお、1942年（昭和17年）7月3日 - 2020年 (令和2年) 9月6日）は、日本の検察官。弁護士（西村あさひ法律事務所オブ・カウンセル）。元次長検事。位階は正三位。

## 来歴
1969年（昭和44年）検事任官。盛岡地検検事正、法務省入国管理局長、最高検総務部長、同刑事部長等を経て、2002年（平成14年）に公安調査庁長官。
その後、2004年（平成16年）仙台高検検事長、2004年（平成16年）次長検事を歴任し、2005年（平成17年）に定年退官。退官後は弁護士登録し、西村ときわ法律事務所に入所。各種企業役員を務める。
2013年、瑞宝重光章受章。
2020年 (令和2年) 9月6日、死去。78歳没。死没日をもって正三位に叙される。

## 略歴
- 1966年（昭和41年） 司法試験第二次試験合格
- 1967年（昭和42年） 東京大学法学部第一類（私法コース）卒業
- 1969年（昭和44年）4月7日 司法修習修了
- 1969年（昭和44年）4月8日 東京地方検察庁検事
- 1970年（昭和45年）3月27日 山口地方検察庁岩国支部検事
- 1972年（昭和47年）3月25日 東京地方検察庁検事
- 1974年（昭和49年）3月23日 札幌地方検察庁検事
- 1976年（昭和51年）3月22日 新潟地方検察庁検事
- 1978年（昭和53年） 東京地方検察庁検事
- 1981年（昭和56年）4月8日 司法研修所教官
- 1984年（昭和59年）4月6日 東京地方検察庁検事
- 1988年（昭和63年）3月28日 法務省入国管理局警備課長兼法務総合研究所教官
- 1991年（平成3年）4月1日 東京高等検察庁検事
- 1993年（平成5年）7月2日 新潟地方検察庁次席検事
- 1994年（平成6年）4月11日 東京高等検察庁検事兼東京国税不服審判所長
- 1995年（平成7年）7月31日 最高検察庁検事
- 1996年（平成8年）4月5日 盛岡地方検察庁検事正
- 1997年（平成9年）6月4日 最高検察庁検事
- 1999年（平成11年）7月15日 法務大臣官房付併任
- 1999年（平成11年）8月13日 法務省入国管理局長
- 2000年（平成12年）12月19日 最高検察庁総務部長
- 2001年（平成13年）7月2日 最高検察庁刑事部長
- 2002年（平成14年）6月17日 公安調査庁長官
- 2004年（平成16年）
  - 1月16日 仙台高等検察庁検事長
  - 12月10日 次長検事
- 2005年（平成17年）
  - 7月2日 定年退官
  - 9月9日 弁護士登録（第一東京弁護士会）
- 2006年（平成18年）6月 西村ときわ法律事務所オブ・カウンセル、三井化学株式会社取締役
- 2006年（平成18年）7月 朝日生命保険相互会社監査役
- 2008年（平成20年）
  - 6月 双日株式会社監査役
  - 8月 アスクル株式会社監査役
- 2014年 (平成26年) 4月 みずほ銀行社外取締役
- 2020年 (令和2年) 9月 死去。